# Scott H. Reiniger
Scott Hale Reiniger, Fürst von Ghor (* 5. September 1948 in White Plains, New York) ist ein US-amerikanischer Regisseur und Schauspieler. Er wuchs in New York auf und erwarb 1971 einen Abschluss in Theaterwissenschaften am Rollins College.
Seine Karriere als Schauspieler begann er mit kleinen Theaterproduktionen. Einer breiteren Öffentlichkeit bekannt wurde er 1978 durch seine Hauptrolle als Roger DeMarco in dem Horrorfilm Zombie (englischer Originaltitel Dawn of the Dead) von George A. Romero. In Romeros nächstem Film Knightriders spielte er eine Nebenrolle als motorradfahrender Ritter Marhal.
Seit Mitte der 1980er Jahre arbeitete Reiniger nicht mehr als Schauspieler. Lediglich in der 2004 erschienenen Neuverfilmung von Dawn of the Dead stand er für einen Cameo-Auftritt noch einmal vor der Kamera. Ansonsten arbeitet er seit einigen Jahren abwechselnd als Autor und Regisseur für das Fernsehen und für kleinere Theaterproduktionen und als Managementberater und Kommunikationstrainer.
2004 wurde durch Nachforschungen des britischen Journalisten Ben Macintyre bekannt, dass Reiniger als ältester Urururenkel des amerikanischen Abenteurers Josiah Harlan rechtmäßiger Erbe des Titels Fürst von Ghor (engl. „Prince of Ghor“) ist. Ghor ist eine der Provinzen Afghanistans. Reiniger hat nach eigener Aussage jedoch nicht die Absicht, den Titel offiziell einzufordern, und will ihn seinem jüngeren Bruder weitergeben.

## Filmografie
- 1977: Mein Freund Danny (Danny)
- 1978: Zombie (Dawn of the Dead)
- 1981: Knightriders – Ritter auf heißen Öfen (Knightriders)
- 1981: Das zweite Opfer (The Other Victim, Fernsehfilm)
- 1984: Falcon Crest (Fernsehserie, Folge 65 „Das große Rennen“)
- 2004: Dawn of the Dead